# Активностно-специфический подход
Активностно-специфический подход к структуре темперамента — теория, описывающая модель того, как черты темперамента могут быть классифицированы и организованы. Этот подход предлагает разделять черты, относящиеся к трём специфическим аспектам деятельности — физическому, социально-вербальному и умственному. Например, человек может успешно выполнять продолжительную и/или интенсивную физическую работу, но очень быстро уставать от общения, или наоборот. Быстро-говорящий человек может быть не столь скор в манипуляции физическими объектами. Этот подход был разработан в исследованиях темперамента взрослых, и поэтому не был распространён в детской психологии на Западе (где темперамент в основном ассоциируется с индивидуальными различиями детей). В противоположность этому подходу все другие модели темперамента включают «энергетические» черты (например, Активность или Экстраверсию), но не различают типы энергетических черт, относящиеся к регуляции трёх указанных специфических аспектов поведения.

## История подхода
Первым, кто предложил эту идею, был Додж, который изучал усталость при умственных операциях. Додж предположил, что физические и умственные усилия регулируются различными нервными процессами.
Далее идея активностно-специфического подхода была озвучена в психофизиологии и дифференциальной психологии В. Д. Небылицыным. В полном масштабе, однако, этот подход был развит Русаловым в его психофизиологических экспериментах в 1970—1990-е годы, когда он стал преемником лаборатории Небылицина
Русалов предложил активностно-специфичную структуру темперамента из 12 компонентов, доказав, что три аспекта поведения регулируются разными системами мозга и следовательно связаны с разными биомаркерами. Трофимова, которая защищала диссертацию в его лаборатории, развила этот подход с интеграцией исследований в области нейрохимии и психофармакологии. Трофимова предложила свою версию, основанную на Русаловской модели, в виде Компактной версии Опросника Структуры Темперамента (ОСТ/STQ-77), которая также имела 12 компонентов .
Идея рассмотрения аспектов поведения, которые относятся к трем разным типам активности (физических, социально-вербальных и умственных) была подтверждена как нейроанатомически, так и нейрохимически. Интеграция исследований в нейрохимии темпераментальных черт легла в основу нейроимической модели Функциональный Ансамбль Темперамента которая описывает роль моноаминных нейромедиаторов, нейропептидов и гормонов в регуляции 12 черт темперамента .

## Модели темперамента предложенные в рамках Активностно-специфического подхода

### Модель Русалова
Владимир Русалов, в продолжение традиции исследования свойств и типов нервной деятельности начатой Павловым, затем Тепловым и Небылицыным, разработал свою модель руководя Лабораторией Дифференциальной Психофизиологии при Институте Психологии Российской Академии Наук. В 1970-е он использовал EEG, вызванные потенциалы, исследования абсолютных порогов восприятия в визуальной, слуховой и тактильной модальностях, силу возбуждения и мобильность в слуховой и визуальных модальностях, эффективность решения проблем в определённых (детерминистских) и неопределённых (вероятностных) условиях, и скорость выполнения различных тестов. Русалов показал, что черты темперамента регулирующие разные типы активности имеют разные психофизиологические корреляты, то есть специфику в зависимости от типа активности. Энергетические способности или скорость действий при выполнении задач отличались даже у одного и того же человека, если эти задачи относились к разным типам деятельности. Русалов, следовательно, предложил измерять и анализировать черты, регулирующие три разных аспекта деятельности (моторно-физический, социально-вербальный и интеллектуальный) раздельными шкалами.

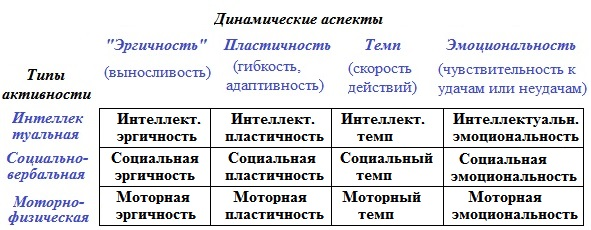
Активностно-специфическая модель структуры темперамента по Русалову

Модель Русалова представляет структуру темперамента в виде 12 шкал, относящихся к 4 формально-динамическим аспектам поведения («эргичность», то есть энергетическая черта (выносливость), пластичность, темп и эмоциональность), каждый из которых рассматривается отдельно в 3 специфичных аспектах деятельности (моторно-физическом, социально-вербальном и интеллектуальном). Эта модель была использована в расширенной версии Опросника Структуры Темперамента. Факторный анализ данных, полученных на российской, австралийской, американской, канадской, канадо-урду, и китайской выборках подтвердил разделение шкал на факторы описывающие 3 указанных типа активности и четвёрный фактор — эмоциональности.

### Модель Трофимовой
Трофимова, во время работы над диссертацией в лаборатории Русалова в начале 1990-х годов, начала переработку Русаловской модели. Её модель (STQ-77/FET) в настоящее время предлагает, что черта Импульсивность отражает скорость инициации поведенческого акта при эмоциональной регуляции поведения, когда интеграция акта ещё незрелая и не прошла полный когнитивный контроль. Более зрелая и сложная интеграция поведения проявляется в виде черты Пластичность, и черта Темп активности описывает зрелый и автоматический тип интеграции действий. Импульсивность, Темп и Пластичность, следовательно, относятся к группе черт регулирующих скорость (лёгкость) интеграции поведенческого акта. Модель Трофимовой также добавила черты Поиска Впечатлений и Эмпатии, которых не было в модели Русалова.. Модель Трофимовой, однако, сохранила активностно-специфический подход, полезность которого продолжает подтверждаться современными исследованиями 
Модель STQ-77, следовательно, основана на модели Русалова, а также работах Лурия описывающих функции трёх нейроанатомических систем (блоков): сенсорно-информационного блока, программирующего-интегрирующего блока и энергетического блока, регулирующих человеческое поведение. Модель Трофимово сначала появилась в виде структуры Компактной версии Опросника Структуры Темперамента (STQ-77) в 2007 году в английской, русской, китайской и урду версиях . Факторный анализ данных STQ-77 полученных на канадской и российской выборках подтвердил разделение на факторы объединяющие шкалы, которые относятся к физической, социально-вербальной и умственной деятельности
В 2007—2011 годах Трофимова провела анализ исследований в области нейрофизиологии, нейрохимии, клинической психологии и кинезиологии, с точки зрения роли различных систем в регуляции черт темперамента. В результате была предложена нейрохимическая модель Функциональный Ансамбль Темперамента соединяющая черты темперамента описанные в STQ-77 с определёнными системами нейромедиаторов и опиоидных рецепторов

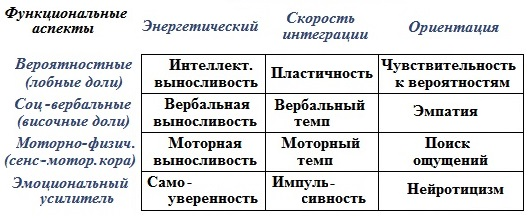
Модель структуры темперамента по Трофимовой («Функциональный Ансамбль Темперамента»)

Так же как и модель Русалова, модель Трофимовой STQ-77/FET предлагает, что структура темперамента (то есть стабильные индивидуальные различия, основанные на психофизиологических системах) соответствуют наиболее универсальной структуре поведения, которая может быть описана в виде 12 формальными и универсальными свойств. Существует два уровня ситуационной срочности и зрелости поведенческого акта, которые связаны со степенью эмоциональности (со степенью необходимости увеличения значимости акта); эти два уровня разделяют 12 черт темперамента на черты Эмоциональности (3 черты нижнего ряда в FET модели, см. Figure) и Активности (верхние 9 черт). Так же как и в модели Русалова, модель FET разделяет физические и социально-вербальные аспекты поведения, особенно в более предсказуемых условиях (два средних ряда модели). Три верхние черты в FET модели, относящиеся к функциям передних долей головного мозга и умственным аспектам поведения, рассматриваются в обоих моделях как черты регулирующие поведения в более сложных, вероятностных условиях.
Отличия FET модели от модели Русалова заключаются в:
- выборе группировки черт по динамических качествам поведения: FET модель использует группы Энергетические черты, Скорость интеграции и Ориентация, представленные на схеме как колонки матрицы черт;
- включении черт относящихся к поведенческой ориентации на определённые подкрепителей поведения: физические ощущения (Поиск Ощущений), либо состояние других людей (Эмпатия) либо знания (закономерности и вероятности событий, т.е. вероятностное мышление);
- в другой структуре черт относящихся к эмоциональности. FET модель рассматривает эмоциональность как систему, которая амплифицирует (усиливает) три динамических аспекта поведения. Усиление системы ориентации выражается в Нейротицизме, и предполагается, что она регулируется капа-опиоидными рецепторами. Усиление системы интеграции поведения (слишком быстрая интеграция) выражается в Импульсивности, и предполагается, что она регулируется дельта-опиоидными рецепторами. Амплификация субъективного чувства энергетической готовности выражается в чувстве безопасности, принятия, удовлетворенности, уверенности и предполагается, что она регулируется мю-опиоидными рецепторами (черта названа "Довольность", предыдущее название черты – "Само-уверенность").

## Сравнение моделей этого подхода с другими моделями темперамента
Предыдущие модели структуры темперамента не проводили дифференцировку между чертами относящимся к различным аспектам активности, рассматривая, например, возбуждение и в моторной, и социальной сферах как основанных на неспецифической общей активации нервной системы. Многие модели темперамента и личности следовали так-называемому подходу «общей активации», рассматривая связанную с ней общую («энергетическую») черту: «силу возбуждения» (Павлов, Стреляу) «живность» (Cattell), "экстраверсия " (Eysenck, 5-факторная модель), «активность» (Хейманс, Пломин, Ротбарт), поведенческую систему активации/приближения (Gray), поддержка драйва (Телеген) или просто «возбуждение»(Mehrabian). С другой стороны, это очевидно, что человек может, например, иметь высокие энергетические способности для продолжительного и интенсивного общения, но это не значит, что он в той же степени энергичен во время продолжительной и интенсивной физической или умственной работы.
Более того, ранние модели структуры темперамента (предложенные Павловым, Айзенком, Грейем) были разработаны на исследованиях животных в предопределённых условиях и использовали не очень чувствительные статистические методы. Эти методы не способны объяснить индивидуальные различия в поведении людей в сложных вероятностных и социальных условиях. Эти ранние модели, следовательно, недостаточны для представления структуры человеческого темперамента. Несмотря на ограниченность моделей темперамента разработанных на животных, существует совпадение размерностей этих моделей со структурой моделей предложенных в рамках активностно-специфического подхода.
- Три формально-динамических аспекта деятельности (энергетический, скорость интеграции действий и ориентационный) предложенные для классификации черт темперамента в рамках FET модели совпадают со шкалами измеряющими энергетический потенциал и мобильность субъекта, описанных в экспериментах Павловской традиции, Теплова, Небылитцына, Русалова и Стреляу.
- Несколько темпераментальных моделей включили черты относящиеся к преимущественно социальной активности, в дополнении к чертам описывающим общий энергетический уровень. Например, вторая версия шкалы Экстраверсии Айзенка в опроснике EPI различала шкалу Sociability (социабельность, как энергетический компонент социально-вербальной деятельности) и шкалу Импульсивности. В 1985, Айзенк и Айзенк обновили их 2-мерную модель содержащую размерности Экстраверсия и Нейротицизм), добавив третью размерность Психотизма, которая относится к отсутствию Эмпатии (то есть может рассматриваться как шкала Эмпатии, но с обратным эффектом). Эта модель была опять обновлена в виде Eysenck Personality Profiler (EPP), который уже содержал 21 под-шкал сгруппированных в 3 основных размерности модели Айзенка (1995). Исследование Басса и Пломина на младенцах использовала другу модель темперамента, EAS, включающую размерности Общей Активности и Социабельности как отдельные факторы (Buss & Plomin, 1984), и схожее разделение было также предложено в модели Закермана (2002). В трех-мерной модели Мехрабяна (1996), в дополнение к двум основным шкалам «Возбуждение» и «Удовольствие», третья шкала описывает социальное поведение: «Доминантность-подчинение». Схожие размерности были предложены в модели Taylor и Morrison (1992) как «Социабельность и Доминантность-подчинение».
- Черты темперамента относящиеся к поведенческой ориентации представленные в FET модели были также описаны в теории Юнга о типах «Интроверсия-Экстраверсия». Эти две черты темперамента проявляются как поведенческая тенденция ориентироваться либо на внутреннюю обработку информации (по аналогии с чертой Чувствительность к Вероятностям), либо на поведение других людей (по аналогии с чертой Эмпатии). Третья ориентационная черта в рамках FET модели была описана и исследована Закерманом как концепт Поиска Впечатлений (1994). Черты темперамента, описывающие Эмпатию и Поиск Впечатлений были также включены (под другими именами) в модели Eysenck и Eysenck (1985), как «toughmindedness», «non-conformity» в виде подшкал группы Психотизма; Cloninger (et al., 1994) («Поиск Новизны»); S. Eysenck (1985) («venturesomeness» и «empathy»), Taylor и Morrison (1992) («sympathetic-indifferent», «responsive-inhibited», «subjective-objective»), Rothbart, Ahadi, Evans (2000) («orienting sensitivity»), и Baron-Cohen (2003) («systemizing» и «empathizing»).
- темпераментальные черты регулирующие поведение на двух уровнях ситуационной строчности, требующие разной степени эмоциональной реактивности классически описывались как 2 группы черт — Эмоциональность и Активность/Энергичность. Комбинация двух крайностей в этих двух шкалах даёт 4 классических типа темперамента описанных в теории темперамента Гиппократа-Галена, как подмечено в работах Канта, Хейманса, Вундта, Стерна, Павлова, Адлера, Лазурского, Кретчмера и Шелдона.

## Критика и обновления моделей
Положительные стороны активностно-специфичного подхода модели структуры темперамента предложенного Русаловым были развиты в дальнейшем анализе этого подхода. Несколько исследований используя факторный анализ Опросника Структуры Темперамента показал, что три шкалы Русаловской модели (Моторная Эмоциональность, Социальная Эмоциональность и Интеллектуальная Эмоциональность) не выявляли такой же сильной специфичности между физическими, социальными и умственными аспектами активности, как шкалы Эргичности, Пластичности и Темпа и сливались в один фактор Эмоциональности-Нейротицизма
Трофимова предложила переделку Русаловской модели структуры темперамента и переработала шкалы его опросника в альтернативную 12-шкальную модель, которая объединила три шкалы Эмоциональности в одну шкалу Нейротицизма, но выделила шкалы Эмпатии и Самоуверенности, которых не было в модели Русалова. Более того, Трофимова указала на то, что интеллектуальная активность предполагает аналитическую дифференциацию контекстуальной информации в то время как темп активности использует более явные, выученные ранее, более определённые элементы поведения. По этой причине шкала Интеллектуального Темпа Русаловской модели может отражать темп в работе с выученными ранее когнитивными элементами, но не аналитические (интеллектуальные) способности. Трофимова предложила оставить в модели шкалы Моторно-физического Темпа и Социально-Вербального Темпа (но не Интеллектуального Темпа), а также объединить типы поведенческой Пластичности в одну шкалу описывающую скорость интеграции поведенческих актов в вероятностных, сложных, неопределённых условиях. Модель Трофимовой также добавила шкалы Импульсивности и Самоуверенности, Поиска Впечатлений и Эмпатии, которых не было в модели Русалова.

## Приложения
Активностно-специфический подход к структуре темперамента был использован в следующих областях:
- В организационной психологии Опросник Структуры Темперамента используется для психологического тестирования кандидатов на работу или рекомендациям трудоустройства и размещения персонала[6].
- В психологии индивидуальных различий (дифференциальной психологии) этот опросник используется для оценки наиболее устойчивых черт и прогноза поведения[6].
- В образовательной психологии этот опросник использовался в рамках исследований в школах[6].
- В клинической психологии модель темперамента FET/STQ-77 предложенная Трофимовой связана с теорией роли нейромедиаторов в регуляции поведения в норме и патологии. Эта модель предложена для взятия за основу новой версии DSM-5/ICD. Клинические исследования в психиатрии использующие опросник, основанный на FET/STQ-77 модели показали, что эта активностно-специфическая модель отражает симптомы психиатрических заболеваний, описанных в основных психиатрических классификациях гораздо точнее, чем другие модели темперамента, и способна дифференцировать между хронической тревожностью, депрессией и совместной тревожностью и депрессией  [11][26][27], а также профили расстройств личности [28]. Например, депрессия отличалась от тревожности по физическим аспектам поведения, тревожность – по социальным аспектам и совместный диагноз – по снижению кортикальных компонентов поведения и контроля импульсивности.